# Romilda e Costanza

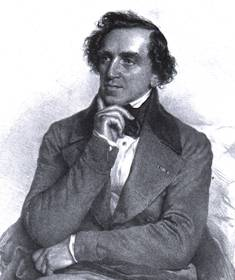
Giacomo Meyerbeer

Romilda e Costanza è la quarta opera composta da Giacomo Meyerbeer e la sua prima opera composta per un teatro italiano. Il libretto è di Gaetano Rossi. La prima avvenne il 19 luglio 1817 al Teatro nuovo di Padova.

## Argomento
L'opera è una fantasia medievale, senza rapporto alcuno con la verità storica, sugli intrighi che circondano la successione al trono del regno di Provenza. Il libretto, del tutto improbabile, mescola elementi comici e tragici, secondo il genere dell'opera semiseria, e riprende alcune caratteristiche dei "pezzi di salvataggio" dove uno dei protagonisti (qui, la donna) deve liberare il prescelto del suo cuore dalla prigione dove è stato rinchiuso ingiustamente.

### Atto I

#### Scena 1
Una grande sala nel Palazzo dei Conti di Provenza ad Aix-en-Provence.
Tutti gli abitanti del palazzo si preparano ad accogliere Teobaldo, principe di Provenza, che torna vittorioso da una campagna militare contro il duca di Bretagna. Pierotto, fratello adottivo di Teobaldo, è tanto più felice del suo ritorno in quanto coincide con il proprio matrimonio con Annina, nipote di Albertone, scudiero di Sénanges. Sono però tutti preoccupati per la reazione di Retello, fratello gemello di Teobaldo, che non sembra condividere la gioia generale suscitata dal ritorno di quest'ultimo.
Infatti Retello, che brama il trono, non nasconde al suo confidente, Albertone, la gelosia che lo rode. Dice anche che sta pensando a un modo per sbarazzarsi di suo fratello. Temendo che Pierotto avesse sentito questa conversazione compromettente, Retello decide di allontanare l'intruso annunciandogli che desidera nominarlo scudiero di Sénanges, al posto di Albertone, chiamato a una posizione superiore.
Entra Costanza, la figlia del Conte di Sisteron, Lotario. Promessa fin dall'infanzia a Teobaldo che ama sinceramente, teme che questo amore non sia reciproco (aria "Giungesti, o caro istante"). Infatti apprende da una lettera che Teobaldo si è innamorato della figlia del duca di Bretagna, Romilda, e che quest'ultima lo avrebbe accompagnato ad Aix-en-Provence. Il padre cerca di calmarla dicendole che se Teobaldo rifiuta di sposare Costanza, sarà costretto a rinunciare al trono del regno di Provenza.
Teobaldo finalmente arriva ed esprime il suo dolore, causato dalla morte del padre Arrigo, avvenuta durante i combattimenti contro il Duca di Bretagna (aria "Oh padre mio! ..."). Il dolore si trasforma rapidamente in imbarazzo alla vista di Costanza, che non nasconde i suoi sospetti sulla lealtà di Teobaldo. La situazione diventa ancora più imbarazzante quando compare Romilda, travestita da paggio. Le due donne si osservano, provando vagamente un senso di rivalità tra loro (trio "Che barbaro tormento").
Dopo che Costanza se n'è andata, Romilda chiede a Teobaldo una spiegazione sulla scena che si è appena svolta. Il giovane quindi giura che regnerà con Romilda al suo fianco o morirà. Questo giuramento viene colto di sorpresa da Pierotto, al quale, dopo essere stato riconosciuto dal fratello adottivo, viene ordinato di tornare al più presto a Sénanges con Romilda, che deve proteggere. Quando Teobaldo se n'è andato, Romilda rifiuta assolutamente di seguire Pierotto e decide di rimanere nel palazzo per proteggere Teobaldo dalle trame del fratello gemello Retello.
Retello, infatti, conferma ad un Albertone pusillanime che affronterà presto la sorte di Teobaldo.

#### Scena 2
La sala del trono del Palazzo dei Conti di Provenza.
Alla presenza di tutta la corte, dei due giovani principi Teobaldo e Retello, Romilda (ancora travestita e nascosta tra i cortigiani) e Costanza, Lotario legge gli ultimi desideri di Arrigo. Lascia in eredità la maggior parte del suo regno a Teobaldo, con grande furia di Retello. Inoltre, per mantenere la pace con i duchi di Bretagna, Teobaldo è liberato dal suo impegno con Costanza e deve sposare Romilda. Questa volta è Lotario che non nasconde la sua rabbia. Retello si offre quindi di sposare lui Romilda, al che Teobaldo protesta, costretto a rivelare a tutti di aver sposato segretamente Romilda in Bretagna. Come risultato di questa ultima rivelazione, gli animi si scaldano rapidamente. Sconvolto dal comportamento di Teobaldo, la maggioranza dei cortigiani si schiera con Retello, che rivendica la corona di Provenza. Segue una rissa tra Teobaldo e Retello, ma Teobaldo deve cedere terreno al numero dei suoi attaccanti, e la lotta continua dietro le quinte.
Sul palco rimangono solo Romilda e Costanza, entrambe preoccupate per la sorte di Teobaldo (duetto "O come palpiti"). Retello è di fatto il vincitore. Supportato da Lotario, fa finire in prigione il fratello gemello.

### Atto II

#### Scena 1
Uno spazio di fronte al castello di Sénanges.
Pierotto, che non sa nulla degli eventi che si sono appena svolti, attende con impazienza il momento del suo matrimonio con Annina. Incontra Albertone, che lo lascia all'oscuro dell'arresto di Teobaldo. Arriva il corteo degli invitati al matrimonio, ma i festeggiamenti vengono interrotti dai soldati comandati da Lotario. Scortano al castello un prigioniero mascherato che altro non è che lo sfortunato Teobaldo.
Poco dopo Retello e Costanza, che anche visitano il castello di Sénanges, vengono accolti da Lotario. Retello e Lotario esortano Costanza a vendicarsi dell'umiliazione pubblica del giovane. Rimasta sola, esprime la sua disperazione nell'aria “Ah! non tornerà". Presto viene raggiunta dagli sposi Pierotto e Annina, che le raccontano le circostanze in cui un misterioso prigioniero è arrivato al castello pochi istanti prima. Apprendere che l'unico nome che il prigioniero gridava era "Romilda" riaccende la furia e la gelosia di Costanza, che si precipita in casa di Pierotto.
Appare quindi Romilda, ancora travestita da paggio. Informa Pierotto dell'arresto di Teobaldo. Per confermare i suoi dubbi sull'identità del misterioso prigioniero, Pierotto corre a indagare al castello. Romilda non rimane sola a lungo, poiché viene raggiunta da Costanza, che viene nuovamente ingannata dal travestimento di Romilda. Dopo aver ammesso di amare ancora Teobaldo, Costanza giura di fare tutto il possibile per salvarlo. Romilda quindi giura a Costanza di liberare la sua rivale (che altri non è che lei stessa).
Dopo che le due donne hanno lasciato il palco, Retello, Lotario e Albertone lasciano il castello. Sebbene inizialmente molto riluttante, Albertone si lascia convincere da Retello e Lotario ad assassinare Teobaldo.
Tornano Romilda e Costanza, presto raggiunte da Pierotto. Quest'ultimo annuncia loro che Teobaldo è davvero rinchiuso nel castello, ma che non conosce l'esatta ubicazione della sua cella. Immagina quindi il seguente stratagemma: propone a Costanza di cantare una celebre ballata di Teobaldo sotto le torri del castello, sperando che il giovane le risponda. Costanza lo fa, ma invano. Romilda ha più successo, e i quattro protagonisti (tra cui Teobaldo, prigioniero nella sua torre) cantano un quartetto (« Ah ! vive ! è desso !  ») dove ognuno ringrazia Dio per questa riunione. Pierotto, che ha miracolosamente la chiave della cella dove è rinchiuso Teobaldo, lo libera poi senza attirare l'attenzione delle guardie.
Purtroppo proprio mentre Teobaldo si riunisce con Romilda e Costanza Albertone lascia il castello. Suona l'allarme e avverte Retello. Romilda e Costanza decidono quindi di difendere, armi alla mano, la sfortunata evasa. Per salvare Romilda, la cui vita è minacciata dalle guardie, Teobaldo rivela la vera identità del suo cosiddetto paggio. Sgomento generale! Costanza poi si rivolge a Romilda e cerca di ucciderla. Retello deve ordinare alle guardie di proteggere Romilda dalla furia della sua rivale. Teobaldo viene nuovamente arrestato e riportato nella sua cella.

#### Scena 2
Un luogo appartato punteggiato di rovine all'interno dei terreni del castello di Sénanges.
Ugo, scudiero di Teobaldo, è riuscito a radunare cavalieri e soldati fedeli al giovane principe, e sta per entrare con loro nel castello per salvarlo. Sente che Retello sta ancora cercando di convincere Albertone ad assassinare Teobaldo. Questo disastroso piano convince Ugo ad affrettare l'attacco al castello. Romilda, perseguitata da oscuri presentimenti (aria « Se il fato barbaro »), sorprende Ugo e gli aggressori, e decide di condurli lei stessa nella prigione dove è rinchiuso Teobaldo.
Poi tornano Retello e Albertone. Prima che Albertone possa fornire dettagli sull'assassinio di Teobaldo, Lotario li informa che la capitale del regno di Provenza si è rialleata a Teobaldo, che i contadini si ribellano contro Retello e che il castello è attaccato dai sostenitori di Teobaldo.
Il palcoscenico infatti viene presto invaso da Ugo e compagni da una parte e da una schiera di contadini guidati da Pierotto dall'altra. Appare anche Costanza, implorando suo padre di cercare di ottenere il perdono per il suo tradimento e minacciando Retello di rivelare che ha ordinato l'omicidio di suo fratello. Arriva anche Romilda con Ugo. Messo alle strette, Retello cerca di difendersi accusando Albertone di aver ucciso il fratello quando glielo aveva espressamente vietato, il che lascia lo sfortunato Albertone senza parole. Ma ecco che arriva un uomo mascherato: è Teobaldo, che, risparmiato da Albertone, è pronto a perdonare il fratello Retello e Lotario. Di fronte a tanta magnanimità, Costanza perdona Teobaldo per aver rinnegato gli impegni passati e offre a Romilda la sua amicizia.

## Genesi
Nel 1815 Meyerbeer lasciò Vienna per l'Italia. Sperimenta un vero shock nell'assistere ad un'esibizione del Tancredi di Gioachino Rossini a Venezia, in cui scopre un incredibile mix di melodia e orchestrazione. Da quel momento Meyerbeer vuole comporre opere alla maniera di Rossini.
L'opera è originariamente destinata al Teatro San Benedetto di Venezia. Meyerbeer accetta di non essere pagato e di remunerare lui stesso il librettista. Tuttavia, quando il direttore del teatro gli chiede di pagare una grossa somma di denaro per coprire i costi della produzione, Meyerbeer annulla tutto e decide di montare la sua opera al Teatro nuovo di Padova.
A Padova Meyerbeer sovvenzionò i costi di produzione, ma fu lui a dettare le condizioni. Secondo il contratto con l'impresario, e contrariamente alle usanze dell'epoca, scelse non solo il librettista, con il quale avrebbe lavorato sul libretto, ma anche gli interpreti. Chiese di poter supervisionare le prove e dirigere le prime rappresentazioni della sua opera. Per Romilda e Costanza nominò Gaetano Rossi, affermato e prolifico autore di libretti operistici, con il quale aveva già collaborato per la cantata Gli amori di Teolinda, composta nel 1816, e autore anche del libretto di Tancredi tanto ammirato.

## Prima esecuzione e riprese
La prima, tuttavia, incontrò tutta una serie di difficoltà. In primo luogo Meyerbeer, che sarà sempre in condizioni di salute fragili, era estremamente ansioso per l'approssimarsi della prima, che dovette essere rimandata due volte, a causa dello stato di salute del compositore.
Inoltre la prima donna Benedetta Rosamunda Pisaroni, che in seguito sarebbe stata la creatrice di tre opere rossiniane, aveva deciso di sposare Meyerbeer. Quest'ultimo le fece capire che non era interessato. La diva si vendicò poi di lui convincendo gli altri cantanti e alcuni membri dell'orchestra a sabotare la prima dell'opera, suonando il peggio possibile.
J. Commons e D. White riferiscono infine che un profumo di scandalo avvolge le esibizioni in seguito al comportamento della seconda donna, Caterina Lipparini, che mostrò la sua relazione con un giovane conte italiano appartenente alla guardia della casa regnante.
Nonostante tutto, l'opera riscuote un discreto successo e viene rappresentata a Venezia (autunno 1817), Milano e Firenze (1820), Copenaghen e Monaco, ma fu presto eclissata dalle successive opere di Meyerbeer, come Emma di Resburgo (1819), Margherita d'Anjou (1820) e, soprattutto, Il crociato in Egitto (1824).
La prima ripresa moderna si svolse al Festival Rossini in Wildbad il 19 luglio 2019.

## Analisi musicale
Secondo P. Kaminski, "la musica porta i segni di un apprendistato, che fonde la forma rossiniana con lo stile già superato del secolo scorso". Per R. Letellier, l'opera è immersa in un "lirismo romantico" la cui chiave di volta è il misto di rivalità e quasi amicizia esistente tra le due protagoniste femminili. Il musicologo nota anche il posizionamento drammatico particolarmente opportuno dei loro duetti. Infine, "l'ouverture (...) mostra la completa assimilazione [da parte di Meyerbeer] del modello rossiniano", a partire dalla sua prima opera composta per un palcoscenico italiano. R. Dippel porta in primo piano la grande varietà di recitativi, che vanno dai brani parlati alle declamazioni supportate dall'orchestra al completo, fino agli “assoli di violino à la Paganini”.

## Ruoli

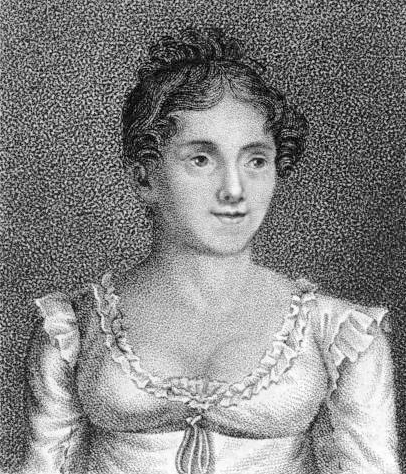
Benedetta Rosamunda Pisaroni, creatrice del ruolo di Romilda

| Ruolo     | Registro vocale | Cast della prima, 1817 (Direttore: Giacomo Meyerbeer) |
| --------- | --------------- | ----------------------------------------------------- |
| Teobaldo  | tenore          | Luigi Campitelli                                      |
| Retello   | basso           | Luciano Bianchi                                       |
| Romilda   | mezzosoprano    | Benedetta Rosamunda Pisaroni                          |
| Lotario   | tenore          | Agostino Trentanove                                   |
| Costanza  | soprano         | Caterina Lipparini                                    |
| Albertone | basso           | Giovanni Lipparini                                    |
| Annina    | soprano         | Annetta Lipparini                                     |
| Pierotto  | basso           | Nicola Bassi                                          |
| Ugo       | basso           | Francesco Desirò                                      |

## Discografia
Per molto tempo non c'è stata alcuna registrazione di Romilda e Costanza. Si è potuto ascoltare solo il trio dal primo atto « Che barbaro tormento » nel CD:
- Meyerbeer in Italy, estratti da sei opere italiane composte da Meyerbeer ed eseguite da Yvonne Kenny, Bruce Ford, Diana Montague, Chris Merritt, Della Jones, Alastair Miles, la Philharmonia Orchestra e la Royal Philharmonic Orchestra diretta da David Parry - Opera Rara ORR222 (CD)

La prima registrazione dell'opera completa è stata effettuata nel 2019 al Festival Rossini in Wildbad ed è stata pubblicata nel 2020:
- Romilda e Costanza: Patrick Kabongo (Teobaldo), Javier Povedano (Retello), Chiara Brunello (Romilda), César Cortés (Lotario), Luiza Fatyol (Costanza), Emmanuel Franco (Albertone), Claire Gascoin (Annina), Giulio Mastrototaro (Pierotto), Timophey Pavlenko (Ugo), l'orchestra Passionart di Cracovia e il coro da camera Górecki diretti da Luciano Acocella - Naxos 8.660495-97 (3 CD)[9]